# Turi Turini
Turi Turini (aymara) är ett berg i Bolivia.   Det ligger i departementet Oruro, i den västra delen av landet, 400 km väster om huvudstaden Sucre. Toppen på Turi Turini är 5 022 meter över havet, eller 90 meter över den omgivande terrängen. Bredden vid basen är 2,8 km.
Terrängen runt Turi Turini är kuperad åt nordost, men åt sydväst är den bergig. Trakten är glest befolkad. 